# Massacre d'Alkhan-Iourt
Le massacre d'Alkhan-Iourt a été, en décembre 1999, un massacre dans le village d'Alkhan-Iourt près de Grozny, la capitale de la Tchétchénie, impliquant les troupes russes  sous le commandement du général Vladimir Chamanov.
Les villageois affirment qu'il y a eu 41 victimes tandis que des associations des droits de l'Homme ont confirmé et documenté 17 cas de meurtre et 3 viols. Selon Human Rights Watch (HRW), ce n'était pas un incident isolé et les troupes russes ont systématiquement pillé les villages et les villes sous leur contrôle.
Les forces russes ont pris le contrôle de Alkhan-Iourt, un village au sud de Grozny, le 1er décembre 1999, après des semaines de combats acharnés. Les combattants Tchétchènes, qui comprenait de nombreux combattants étrangers dans leurs rangs, auraient été dirigé par Akhmed Zakaïev.